# Ekambeng
Ekambeng est un village du Cameroun situé dans le département du Koupé-Manengouba et la Région du Sud-Ouest. Il fait partie de la commune de Bangem.

## Population
Lors du recensement de 2005, Ekambeng comptait 571 habitants.

## Infrastructures
Le plan communal de développement pour la commune de Bangem mentionne un effort entre 2012-2014 pour l'installation de réseaux électriques, d'infrastructures pour le marché de viande (abattoirs) dans un effort de sécurité sanitaire alimentaire ainsi qu'un effort dans le secteur de l'éducation (construction de classes, recrutement d'un enseignant qualifié) dans la zone d'Ebonemin.